# Урош Зорановић
Урош Зорановић (Зеница, 30. мај 1957) пуковник Војске Републике Српске, хирург и ванредни професор.

## Биографија
Гимназију је завршио 1976. на Илиџи, а Медицински факултет 1982. у Сарајеву. Школу резервних официра санитетске службе ЈНА завршио је у Београду 1983, када је произведен у чин поручника санитетске службе. Специјалистичке студије из опште хирургије завршио је 1994. на ВМА, гдје је 2006. одбранио магистарски рад Одређивање ефеката хипербаричне оксигенације у терапији хроничне оклузивне болести артерија доњих екстремитета методом перфузионе сцинтиграфије 99м Тц-тетрофосмином. Докторирао је 2010. на Медицинском факултету ВМА одбраном тезе Ефективност лумбалне симпатектомије и хипербаричне оксигенације у терапији иноперабилне оклузивне болести артерија доњих екстремитета. Завршио је школу хипербаричне медицине и лапароскопске хирургије на Медицинском факултету у Београду. До рата 1992-1995. био је љекар у гарнизонској војној амбуланти у Сарајеву, затим начелник хитне службе и управник ВМЦ Сарајево. Од августа до децембра 1991. био је на ратишту у Хрватској (Дивосело- Госпић), а затим је са тимом хирурга из Војне болнице Сарајево упућен у Градишку ради збрињавања рањених и обољелих припадника ЈНА у западној Славонији. Почетком 1992. био је начелник санитетске службе 8. оперативне групе Војске Републике Српске Крајине на Кордуну, од марта до јула 1992. начелник санитетске службе 1. оперативне групе у Посавини, а потом до децембра 1994. хирург на ВМА. Био је начелник Одјељења за хирургију Војне болнице ГШ ВРС на Сокоцу (1994-1996). Послије рата радио је као начелник Одјељења васкуларне хирургије на ВМА. Од марта до августа 1998. био је начелник привременог хируршког тима у Пећи, а у вријеме агресије НАТО-а на СРЈ начелник хируршког тима у Војној болници Ниш. Потом је био начелник Одјељења васкуларне хирургије и Клинике за васкуларну хирургију ВМА, на којој је 2019. радио као хирург. У чин пуковника унапријеђен је 2000. године. На Катедри за хирургију на Медицинском факултету ВМА биран је 2010. у звање доцента, а 2015. у звање ванредног професора за ужу научну област хирургија, подобласт васкуларна и ендоваскуларна хирургија. Предавао је и у Школи васкуларних приступа за хемодијализу и Интернационалној школи хипербаричне медицине у Београду. Члан је Европског удружења васкуларних хирурга. Аутор је и коаутор стручних и научних радова, уџбеника, поглавља у књигама.
Одликован је Орденом за заслуге у области одбране и безбједности и Спомен-медаљом за учешће у борбеним дејствима на територији СФРЈ.